# Eirik Ivarsson
Eirik Ivarsson, död 1213, var en norsk ärkebiskop.
Eirik Ivarsson blev först biskop i Stavanger och 1188 ärkebiskop. Som sådan ledde han kyrkans motstånd mot kung Sverre Sigurdsson, men måste lämna landet och erhöll en fristad hos ärkebiskop Absalon i Lund. Först efter Sverres död kunde Eirik, nu blind, återvända till Norge. Han avgick från sin post 1206.